# Chlorbutanol
Chlorbutanol (systematický název 1,1,1-trichlor-2-methylpropan-2-ol, sumární vzorec C4H7Cl3O) je organická sloučenina (chlorovaný alkohol) používaná jako chemický konzervant, sedativní hypnotikum a slabé lokální anestetikum. Má podobné vlastnosti jako chloralhydrát. Užití jako sedativní hypnotikum je však zatíženo značnou hepatotoxicitou látky, proto v těchto aplikacích je plně vytěsněn chloralhydrátem a moderními benzodiazepiny, barbituráty a podobně.

## Chemická syntéza
Chlorbutanol vzniká jednoduchou nukleofilní adicí chloroformu a acetonu. Reakce probíhá v zásaditém prostředí, za přítomnosti hydroxidu draselného nebo sodného. Při syntéze se používá přebytek acetonu, ve kterém je produkt rozpuštěn a po odpaření nezreagované hmoty a zahřátí na teplotu tání chlorbutanolu je možno vykrystalizovat velice čistý produkt. Látka je těkavá, zadržuje vodu a má velice vysoký tlak par, proto je relativně náročné produkt plně vysušit bez značných ztrát.